# チャールズ・ヘンリー・ダラス
チャールズ・ヘンリー・ダラス（Charles Henry Dallas、1841年ないし1842年1月 - 1894年5月15日）は、明治時代の日本で英語などの教師として活動し、また、米沢牛の普及に貢献したことで知られるイギリス人。

## 経歴
当時、まだサリー州の一部だったウェスト・ノーウッドに生まれたが、ロンドンに生まれとされることが多い。スコットランド出身だった父ウィリアム・ダラス (William Dallas) は、東インド方面を専門とする貿易商であった。また、アメリカ合衆国の財務長官を務めたアレクサンダー・ダラスや、その息子で副大統領を務めたジョージ・M・ダラスは遠縁の親戚にあたっていた。
20歳前後であった1862年頃に鉱産物を取引する貿易商として中国へ渡り、さらに1864年前後のいずれかの時点に来日した。ダラスは、豊富な知識と経験、上品な人柄と教養を備えていたとされ、来日後ほどなくして、フリーメイソン横浜支部の第二代支部長となった。
1870年5月、お雇い外国人として大学南校（後の東京大学）の教師となるが、同年11月23日の夜、大学南校の同僚英国人教師であったリングとともに、神田鍋町（後の神田須田町）で3人組の攘夷壮士に襲撃されて重傷を負い、12月分までの給料と養生料を支給された上で解雇された（ダラス・リング事件）。
1871年1月、新たに洋学舎を開設した米沢の旧藩校・興譲館は、外国人教師を探す中で失職中のダラスと交渉し、9月に招聘が決定し、ダラスは10月に米沢へ赴任した。ダラスは英語の文法などとともに、英書を用いて、数学、地理、歴史、経済などを教授し、また、クリケット、高跳び、器械体操などの近代スポーツも紹介した。英語の発音を指導するために著した教材は、洋学舎の教師であった吉尾和一の翻訳により『英音論 (The Sounds Employed in the English Language)』として1872年に出版された。
米沢在任中のダラスは、紋付羽織姿で地元の人々と交わったり、米沢弁で子どもに話しかけるなど、「ユーモアを解し、探究心旺盛なスポーツマン」であったという。また、米沢で交際した女性との間に一女をもうけた。
ダラスは、横浜から万吉というコックを連れて米沢へ来ていたが、当時の人々が食用とはしていなかった米沢産の黒牛の肉を万吉に命じて調理させ、その肉を食した。
1875年3月には、任期を終えて米沢を離れ、横浜に戻ったが、その際、雌牛を1頭連れてゆき、居留地でその肉を振る舞ったところ、その美味しさから米沢牛への評価が高まったとされている。
横浜では会計士として働きながら、運送会社代理店や不動産斡旋業などにも手を伸ばした。また、1875年には、日本アジア協会 (The Asiatic Society of Japan) の会報『Transactions of the Asiatic Society of Japan』に、「Collected in the Okitama Ken With an Itinerary of the Road Leading to It（置賜県雑録）」と「The Yonezawa Dialect（米沢方言）」の2論文を発表した。1885年には、日本アジア協会の書記 (secretariat) となった。
晩年のダラスは、1885年には日本を離れて上海に渡り、石炭、鋼鉄等の貿易に従事したが、1894年に病のため、上海で死去した。

## 遺されたもの
石井研堂は著書『明治事物起源』（1944年）にダラスの小伝を掲載している。
米沢市内の松が岬第2公園内には、「米沢牛の恩人」と記されたダラスの顕彰碑が設けられている。
2021年10月、興譲館洋学舎の跡地に建つ市文化複合施設「ナセBA」前の市道108メートルが、新たに「C・H・ダラス通り」と名付けられ、プレートなどが設置された。